# Governo central
Governo central, governo nacional ou ainda governo federal (no caso de um Estado federal) é o governo ao nível do estado-nação. Geralmente são responsabilidades deste nível de governo a manutenção da segurança nacional, o exercício da diplomacia internacional e inclusive o direito vinculativo de assinar tratados. Basicamente, o governo central tem o poder de criar, editar ou revogar leis para toda a nação. Governo central, dentro dessa estrutura são os ministérios e departamentos governamentais e agências para que os ministros do governo são atribuídos.